# Banner (digitaal)

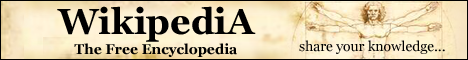
Banner

Een banner (Engels voor wimpel, banier) is een grafische reclame-uiting op het internet. Door op een banner te klikken wordt een pagina geopend waar meer informatie over het geadverteerde te vinden is.

## Achtergrond
De eerste banner werd op 27 oktober 1994 gebruikt op de website van Wired (toen nog bekend als HotWired). De reclamebanner is verzonnen door G.M. O'Connell, Bill Clausen, Joe McCambley en Andrew Anker. De reclame was voor AT&T. In 2013 verklaarde O'Connell dat hij de banners niet vindt bijdragen aan een betere reclame, maar eerder dat ze verstoren van waar je op dat moment mee bezig bent. Zijn collega McCambley vindt banners in ieder geval beter dan telemarketeers.

## Toepassing
Een banner bestaat meestal uit een JPEG-, GIF- of Flash-bestand met standaardafmetingen dat in de browser getoond wordt. Steeds vaker wordt gebruikgemaakt van HTML5-banners. Deze vorm van banners zijn ook zichtbaar op telefoons en tablets. Flash-bestanden worden hierop niet getoond. Door gebruik te maken van kleur en animaties wordt geprobeerd de aandacht van mensen te trekken. Met name Flash leent zich daar goed voor, de animaties kunnen reageren op de positie van de muis waardoor een heel hoge vorm van interactie met de bezoeker mogelijk is.
De websites waar banners getoond worden, kunnen hier een financiële vergoeding voor ontvangen van de adverteerder. Dit kan zijn op basis van een aantal dingen:
- impressies: het aantal keer dat een advertentie getoond wordt;
- clicks: aantal keer dat op een banner geklikt wordt;
- leads: het aantal transacties dat voortkomt uit een banner of een percentage van het transactiebedrag.

Banners worden ook centraal ontwikkeld door online reclamebureaus. Deze bedrijven werken in opdracht van een adverteerder of van een media- en/of online marketingbureau. Op basis van IP-adres, cookies of andere informatie kunnen banners heel specifiek aan bepaalde doelgroepen gericht worden. Het hele concept van Googles Gmail werkt op dit principe. Op basis van iemands e-mailverkeer worden banners getoond die naar verwachting overeenkomen met interessegebieden van deze persoon.
Ook kunnen banners op een website geplaatst worden zonder enige financiële vergoeding, bijvoorbeeld voor goede doelen of uit protest.

## Reacties
Door veel mensen worden banners als hinderlijk ervaren. Er wordt steeds gezocht naar efficiënte vormen om op het internet te adverteren. De agressieve bannering met de veelvuldige 'pop-up' en 'pop-under' en 'interstitial' schermen kende daardoor een kort leven. Deze irritante advertentievorm werd uiteindelijk als te intrusief erkend, en maakte plaats voor de vandaag (2008) gangbare "high media" Flash-toepassingen, die - als ze met respect worden toegepast - enkel meer schermruimte in beslag nemen wanneer de surfer er ook daadwerkelijk met de muis over beweegt.

## Vormen
Er kan onderscheid worden gemaakt tussen twee vormen van banners. Een key-word banner is een reclame-uiting die verschijnt wanneer de inhoud van de advertentie overeenkomt met de inhoud van een zoekopdracht. Deze vorm van reclame wordt gebruikt voor doelgerichte promotie. Een random banner is een reclame-uiting die verschijnt op willekeurige wijze uit een aantal vooraf aangegeven banners. Deze vorm van reclame is van toepassing op een breed publiek.
Meest gangbare bannerformaten in volgorde van 'nut voor de reclame-industrie':
- 728 x 90 pixels, "leaderboard": deze hogere 'breedbeeldbanner' vond haar intrede in Europa medio 2004.
- 468 x 60 pixels, "full banner": het meest courante bannerformaat tot eind 2004, maakt thans plaats voor de "leaderboard".
- 300 x 250 pixels, "medium rectangle": wordt als een zeer goed reclame-instrument gezien omdat het zich meestal tussen de content integreert en geschikt is voor 'rich media content'.
- 336 x 280 pixels, "large rectangle": grotere versie van de medium rectangle.
- 120 x 600 pixels, "skyscraper": is populair omdat dit bannertype een hoge doorklikratio heeft. Dit is een lange, verticale banner.
- 160 x 600 pixels, "brede skyscraper": wordt eerder zelden gebruikt.
- 234 x 60 pixels, "half banner": tot eind 2003 een courant formaat.
- 120 x 60 pixels, "button": tot 2002 een courant formaat, dit formaat is quasi verdwenen.

Het effect van de banners wordt niet alleen bepaald door het formaat. De relevante, de site waar deze vertoond wordt, of de banner in beeld laadt of onder de "vouw" (eerst scrollen voordat deze gezien wordt) is uiteraard ook van belang.